# Нью-Ленокс (Іллінойс)
Нью-Ленокс (англ. New Lenox) — селище (англ. village) в США, в окрузі Вілл штату Іллінойс. Населення — 27 214 особи (2020).

## Географія
Нью-Ленокс розташований за координатами 41°30′34″ пн. ш. 87°58′9″ зх. д. / 41.50944° пн. ш. 87.96917° зх. д. (41.509370, -87.969154).  За даними Бюро перепису населення США в 2010 році селище мало площу 40,62 км², з яких 40,56 км² — суходіл та 0,06 км² — водойми.

### Клімат
| Клімат : Нью-Ленокс          | Клімат : Нью-Ленокс | Клімат : Нью-Ленокс | Клімат : Нью-Ленокс | Клімат : Нью-Ленокс | Клімат : Нью-Ленокс | Клімат : Нью-Ленокс | Клімат : Нью-Ленокс | Клімат : Нью-Ленокс | Клімат : Нью-Ленокс | Клімат : Нью-Ленокс | Клімат : Нью-Ленокс | Клімат : Нью-Ленокс | Клімат : Нью-Ленокс |
| Показник                     | Січ.                | Лют.                | Бер.                | Квіт.               | Трав.               | Черв.               | Лип.                | Серп.               | Вер.                | Жовт.               | Лист.               | Груд.               | Рік                 |
| Абсолютний максимум, °C      | 18,3                | 22,8                | 31,1                | 33,3                | 35,6                | 40,0                | 39,4                | 38,9                | 37,2                | 32,8                | 25,6                | 21,7                | 40,0                |
| Середній максимум, °C        | −1,1                | 1,7                 | 8,3                 | 15,6                | 22,2                | 27,2                | 29,4                | 27,8                | 24,4                | 17,8                | 8,9                 | 1,7                 | 15,4                |
| Середня температура, °C      | −6,1                | −2,8                | 7,8                 | 8,9                 | 15,6                | 20,6                | 23,3                | 18,9                | 17,8                | 8,3                 | 3,9                 | −2,8                | 9,5                 |
| Середній мінімум, °C         | −10,6               | −7,2                | −2,2                | 2,8                 | 8,9                 | 14,4                | 17,2                | 16,1                | 11,7                | 5,0                 | −0,6                | −6,7                | 4,1                 |
| Абсолютний мінімум, °C       | −32,8               | −28,9               | −22,2               | −13,9               | −4,4                | 1,7                 | 4,4                 | 3,9                 | −2,2                | −8,3                | −18,9               | −31,7               | −32,8               |
| ---------------------------- | ------------------- | ------------------- | ------------------- | ------------------- | ------------------- | ------------------- | ------------------- | ------------------- | ------------------- | ------------------- | ------------------- | ------------------- | ------------------- |
| Джерело: www.intellicast.com |                     |                     |                     |                     |                     |                     |                     |                     |                     |                     |                     |                     |                     |

## Демографія
Згідно з переписом 2010 року, у селищі мешкали 24 394 особи в 8000 домогосподарствах у складі 6547 родин. Густота населення становила 601 особа/км².  Було 8244 помешкання (203/км²).
Расовий склад населення:
| - 96,2 % — білих - 0,8 % — азіатів - 0,7 % — чорних або афроамериканців - 0,2 % — корінних американців - 1,0 % — осіб інших рас |

До двох чи більше рас належало 1,1 %. Частка іспаномовних становила 5,7 % від усіх жителів.
За віковим діапазоном населення розподілялося таким чином: 30,8 % — особи молодші 18 років, 61,0 % — особи у віці 18—64 років, 8,2 % — особи у віці 65 років та старші. Медіана віку мешканця становила 36,2 року. На 100 осіб жіночої статі у селищі припадало 97,3 чоловіків;  на 100 жінок у віці від 18 років та старших — 93,5 чоловіків також старших 18 років.
Середній дохід на одне домашнє господарство  становив 107 472 долари США (медіана — 99 393), а середній дохід на одну сім'ю — 116 047 доларів (медіана — 107 779). Медіана доходів становила 77 483 долари для чоловіків та 52 083 долари для жінок. За межею бідності перебувало 3,1 % осіб, у тому числі 2,6 % дітей у віці до 18 років та 3,2 % осіб у віці 65 років та старших.
Цивільне працевлаштоване населення становило 13 144 особи. Основні галузі зайнятості: освіта, охорона здоров'я та соціальна допомога — 26,8 %, науковці, спеціалісти, менеджери — 12,2 %, роздрібна торгівля — 10,2 %.